# Stephanus Pöttken
Stephan Pöttken OCist (* 1724 in  Münster; † 19. Juli 1795) war Zisterziensermönch, Priester und Abt des Klosters Marienfeld.

## Leben
Stephan Pöttken wurde 1724 als Anton Caspar Pöt(t)ken in Münster geboren. Er trat am 1. Juni 1746 in das Kloster Marienfeld ein und wurde dort am 14. August des Jahres eingekleidet. Nach einem Jahr legte er am 20. August 1747 Profess ab.
Er begann seine kirchliche Laufbahn am 9. November 1762 als Kaplan in Harsewinkel. Als Pfarrer wirkte er dann ab dem 2. März 1769 in Bersenbrück. Im April 1774 wurde er im dortigen Kloster Confessar und im selben Jahr auch Pfarrer in Greffen.
Zum Abt wurde er am 12. Oktober 1784 kanonisch gewählt. Seine Weihe empfing er am 5. Juni 1785 durch Wilhelm von Alhaus (Titularbischof von Arad, Weihbischof in Münster). Ludger Zurstraßen, Abt des Klosters Liesborn, und Philip de Meuseren, Propst in Clarholz, assistierten. Am 15. Januar 1786 wurde er vom Ordensgeneral Francisco Trouvé zum Generalvikar des Ordens am Niederrhein ernannt.
Unter seinem Vorsitz fand am 18. Dezember 1792 einer der vier Hauptäbte, nämlich der Abt von Morimond aus Frankreich, Zuflucht im Kloster Marienfeld. Zusammen mit seinem Mitbruder verblieb er bis zum 25. August 1793 in Marienfeld. Dann brachen sie zum Zisterzienserkloster Kamp in der Diözese Köln auf.
Der ehrwürdige Abt Stephan Pöttken gab, altersschwach und fast völlig erblindet, am 22. April 1794 sein Amt auf. Er starb im Frauenkloster Rengering am 19. Juli 1795. In der dortigen Klosterkirche wurde er auch begraben.

## Siegel
Das Abtssiegel zeigt ein gespaltenen Wappenschild. Die rechte Seite ziert ein schräger Schachbalken, die linke Seite ein Blumentopf (= Pöttken) mit drei Blumen. Ein weiteres bekanntes Siegel zeigt einen viergeteilten Schild; 1 und 4 zeigen ein Kreuz, 2 und 3 wiederum den Blumentopf. Im Herzschild ist der Zisterzienser-Querbalken dargestellt. Über dem Schild schwebt eine Mitra.